# Пивний ліс
Пивни́й ліс — парк-пам’ятка садово-паркового мистецтва місцевого значення в Україні. Розташований на напівденно-західній околиці міста Ромни Сумської області. 

## Опис
Площа 5 га. Заснований у 1973 році Рішенням облвиконкому від 27 вересня № 504. Перебуває у віданні: Головне управління господарства Роменської міської ради. 
Назва пов'язана із пивзаводом, що розташований поруч з урочищем. Урочище засаджене деревами листяної породи — столітніми гіллястими дубами. Має вигляд чашоподібної впадини, з водоймою — невеликим ставком. 

## Галерея

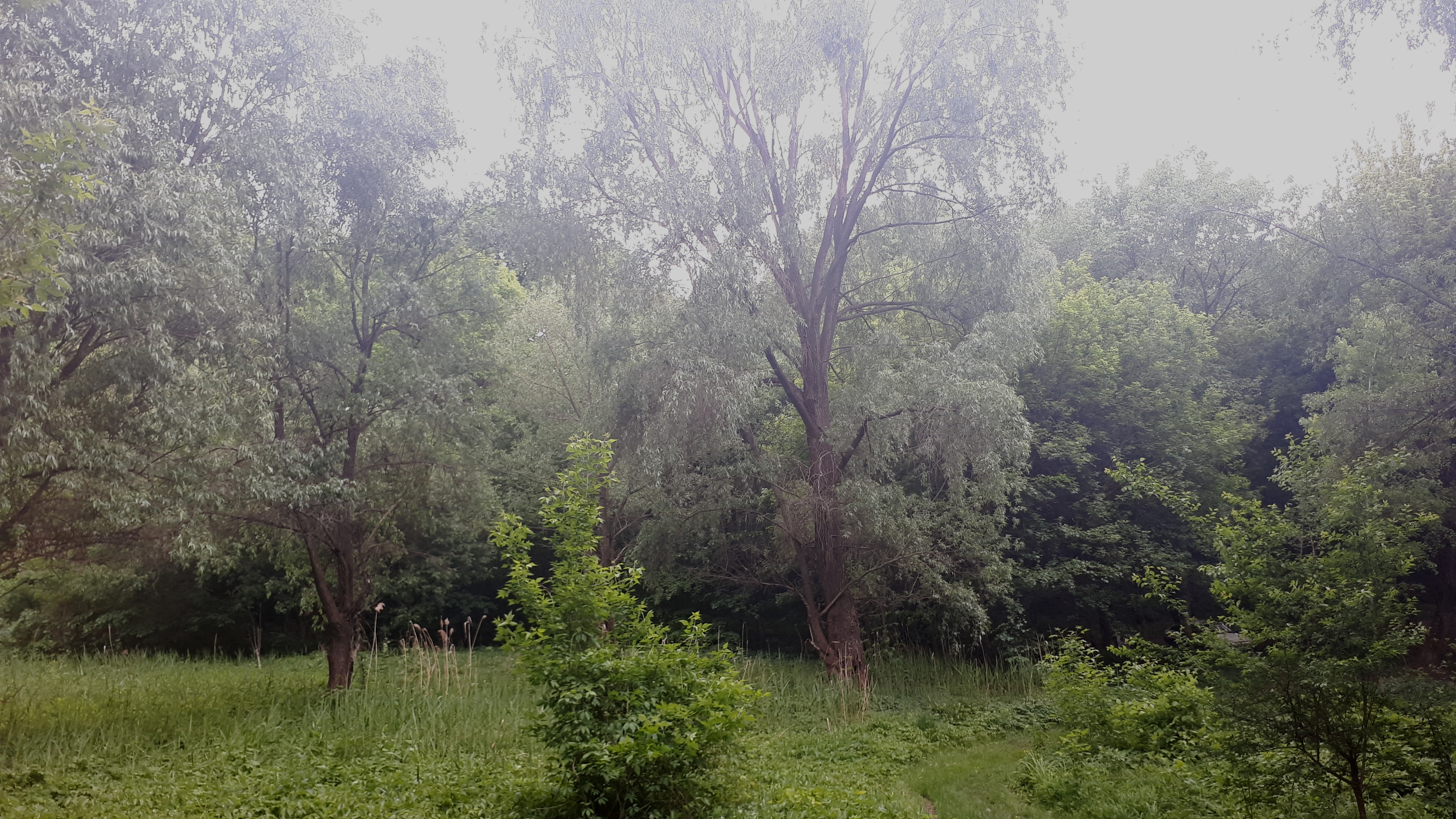
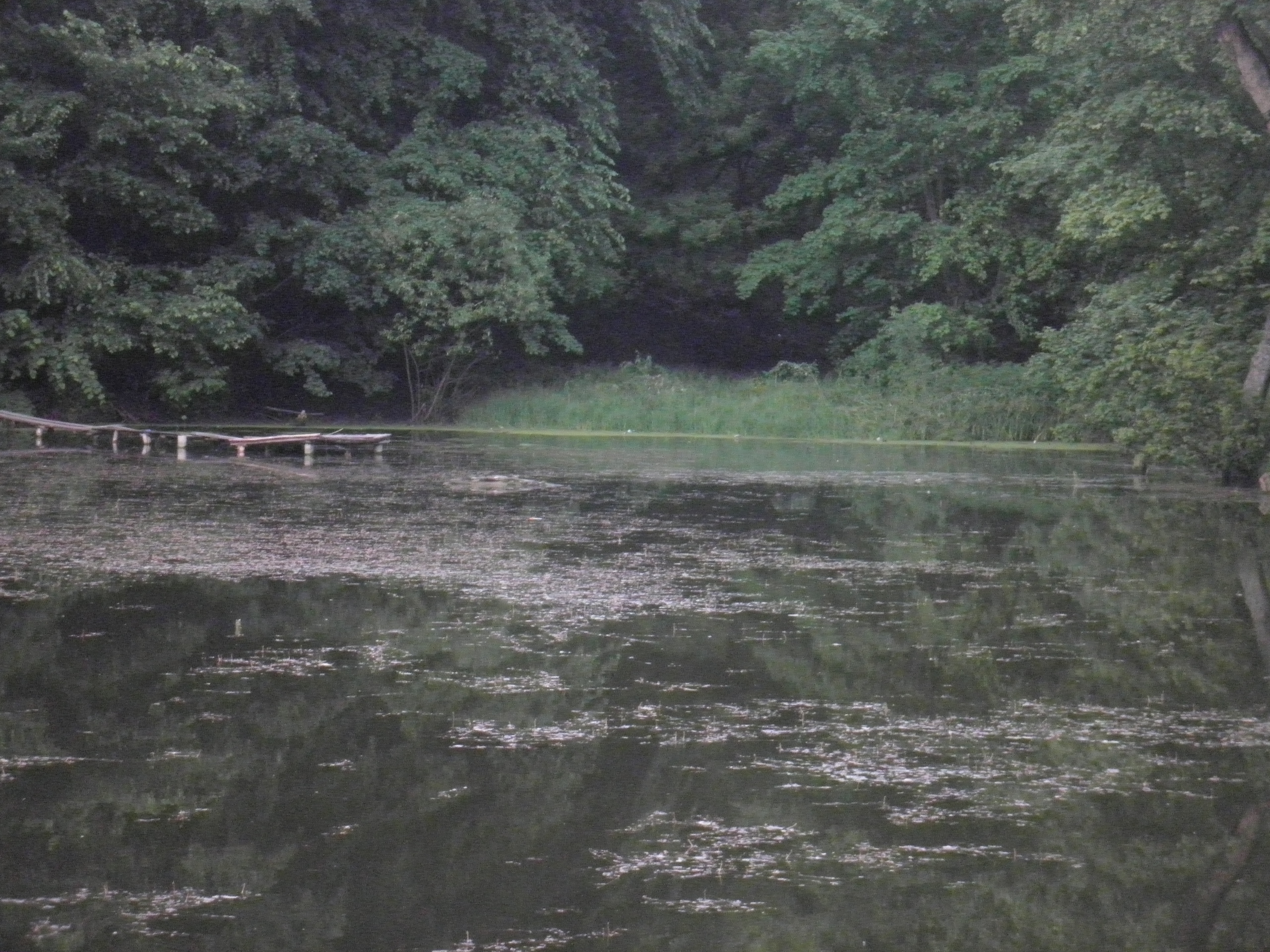
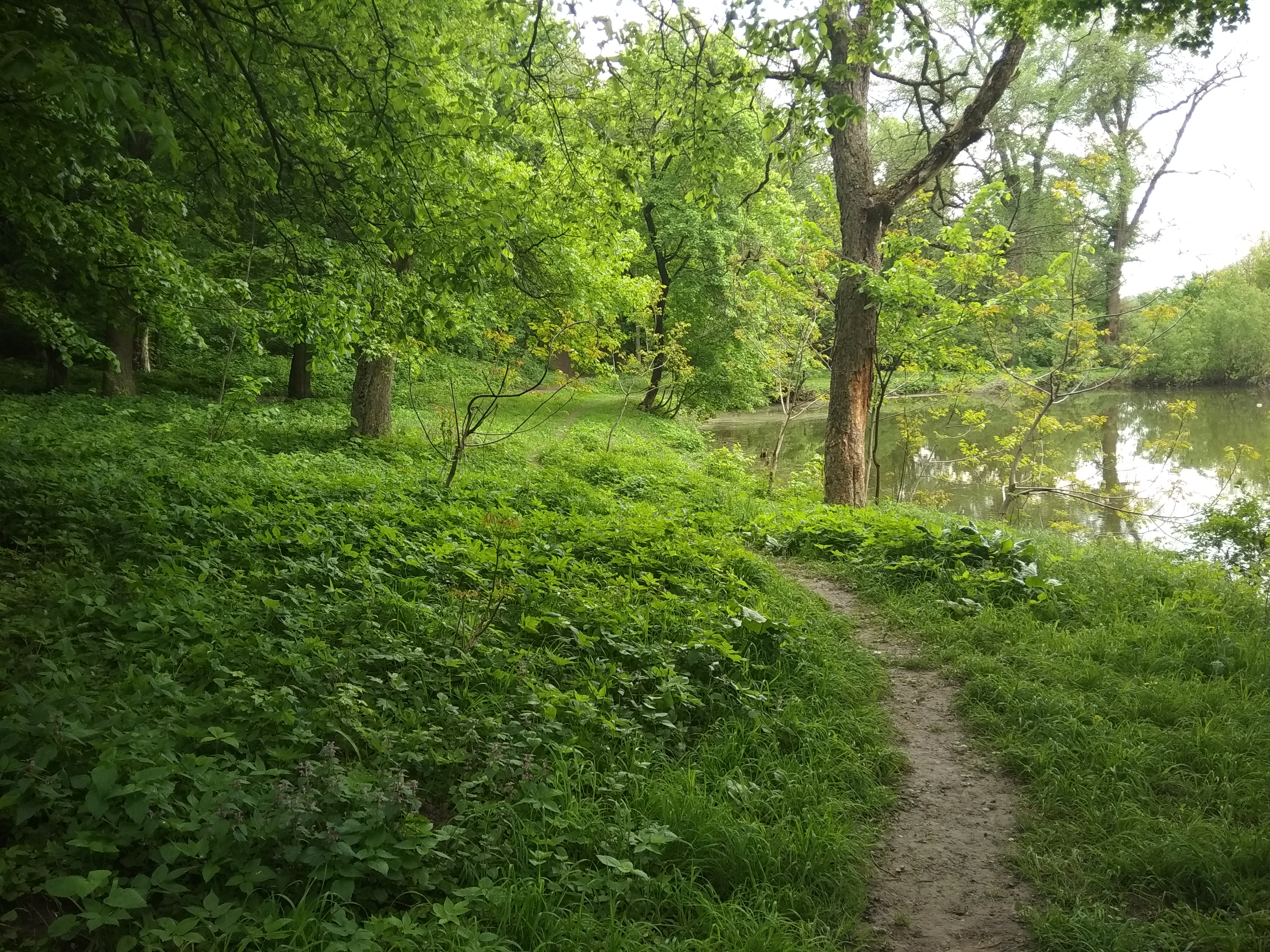
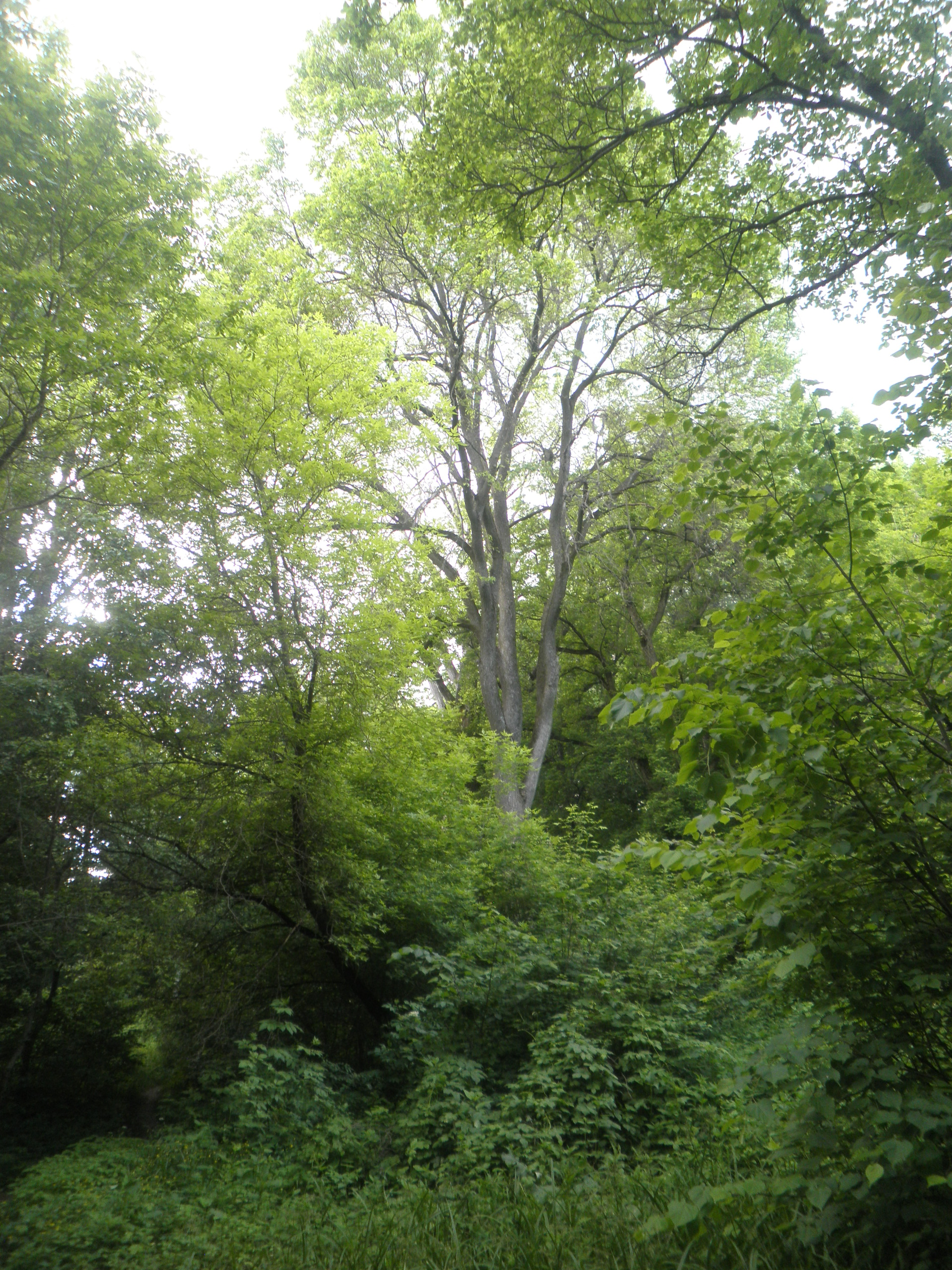